# Skręcanie
Skręcanie – stan obciążenia pręta, w którym działa na niego moment, nazywany momentem skręcającym, działający w płaszczyźnie przekroju poprzecznego pręta. Powoduje on występowanie naprężeń ścinających w płaszczyźnie równoległej do płaszczyzny działania momentu. Skręcanie występuje w prętach, którymi najczęściej są wały. Wyróżniamy 2 podstawowe przypadki skręcania:

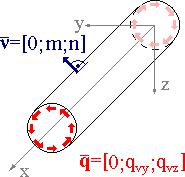
Skręcanie czyste

- Skręcanie czyste – w którym do ścianek poprzecznych jednorodnego i izotropowego pręta pryzmatycznego przyłożone jest obciążenie o gęstości {\displaystyle q=[0;q_{vy};q_{vz}],} które redukuje się do dwóch przeciwnie skierowanych momentów działających w płaszczyźnie ścianek poprzecznych. Rozwiązanie tego przypadku jest możliwe tylko w przypadku, gdy uda się znaleźć funkcję spaczenia ф, charakterystyczną dla danego przekroju pręta, która jest rozwiązaniem układu równań (zagadnienie Neumanna)[2]:

{\displaystyle {\frac {\partial ^{2}\phi }{\partial y^{2}}}+{\frac {\partial ^{2}\phi }{\partial z^{2}}}=0,}
{\displaystyle \left({\frac {\partial \phi }{\partial y}}-z\right)m+\left({\frac {\partial \phi }{\partial z}}+y\right)n=0,}
gdzie {\displaystyle m} i {\displaystyle n} są współrzędnymi wektora normalnego do pobocznicy pręta.

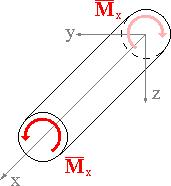
Skręcanie proste

- Skręcanie proste pręta, różni się od skręcania „czystego” tym, że obciążenie zastępuje się parą przeciwnie skierowanych, równych co do wartości skupionych momentów skręcających. Analityczne rozwiązanie tego przypadku jest praktycznie niemożliwe, dlatego stosujemy zgodnie z zasadą de Saint-Venanta rozwiązanie zagadnienia czystego skręcania[2].

## Rozwiązanie zagadnienia czystego skręcania
Rozwiązanie zagadnienia liniowej teorii sprężystości czystego skręcania jest następujące:
Tensor naprężeń
{\displaystyle \sigma _{ij}={\begin{pmatrix}0&\Theta G\left({\frac {\partial \phi }{\partial y}}-z\right)&\Theta G\left({\frac {\partial \phi }{\partial z}}+y\right)\\\Theta G\left({\frac {\partial \phi }{\partial y}}-z\right)&0&0\\\Theta G\left({\frac {\partial \phi }{\partial z}}+y\right)&0&0\end{pmatrix}}}
Tensor odkształceń
{\displaystyle \varepsilon _{ij}={\begin{pmatrix}0&{\frac {\Theta }{2}}\left({\frac {\partial \phi }{\partial y}}-z\right)&{\frac {\Theta }{2}}\left({\frac {\partial \phi }{\partial z}}+y\right)\\{\frac {\Theta }{2}}\left({\frac {\partial \phi }{\partial y}}-z\right)&0&0\\{\frac {\Theta }{2}}\left({\frac {\partial \phi }{\partial z}}+y\right)&0&0\end{pmatrix}}}
gdzie:
{\displaystyle G} – moduł Kirchhoffa,
{\displaystyle \Theta } – funkcja spaczenia, charakterystyczna dla przekroju,
{\displaystyle \phi } – jednostkowy kąt skręcenia,
{\displaystyle \Theta ={\frac {d\alpha }{dx}},}
{\displaystyle \alpha } – kąt skręcenia.
Wektor przemieszczeń {\displaystyle {\vec {u}}=[u;v;w]}
- wzdłuż osi pręta

{\displaystyle u=\Theta \phi (y;z),}
- w kierunkach prostopadłych

{\displaystyle v=-\alpha (x)z,}
{\displaystyle w=\alpha (x)y.}

## Proste skręcanie
Dla skręcania prostego przyjmujemy, że jednostkowy kąt skręcenia jest równy {\displaystyle \Theta ={\frac {M_{x}}{GI_{s}}},}
gdzie:
{\displaystyle I_{s}} – moment bezwładności na skręcanie, wyznaczany na podstawie rozwiązania równań skręcania czystego,
{\displaystyle M_{x}} – moment skręcający,
Iloczyn {\displaystyle GI_{s}} zwany jest sztywnością na skręcanie.

### Proste skręcanie pręta o przekroju kołowym

Stan naprężeń w przekroju poprzecznym skręcanego wałka i rury

Dla przekroju kołowego funkcja spaczenia ф=0.
Dla koła {\displaystyle I_{s}=I_{0}={\frac {\pi D^{4}}{32}}={\frac {\pi r^{4}}{2}},}
gdzie {\displaystyle D} – średnica przekroju, a {\displaystyle I_{0}} to biegunowy moment bezwładności {\displaystyle (I_{0}=\int \limits _{A}^{}~(x^{2}+y^{2})dA=I_{x}+I_{y}),}
gdzie {\displaystyle x=y={\frac {d}{2}}.}
Naprężenia rozkładają się w przekrojach tak jak widać to na rysunku. Naprężenia wyrażają się wtedy wzorem:
{\displaystyle \tau _{xy}=\tau _{xz}={\frac {M_{x}}{I_{0}}}r,}
gdzie {\displaystyle r} – odległość punktu od środka przekroju.
Naprężenia maksymalne występują na samym brzegu przekroju i są równe {\displaystyle \tau ^{max}={\frac {M_{x}D}{2I_{0}}}.}
Można określić wielkość zwaną wskaźnikiem wytrzymałości przekroju na skręcanie {\displaystyle W_{s}={\frac {2I_{0}}{D}}.}

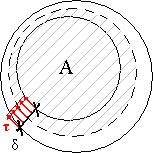
Stan naprężeń w przekroju cienkościennym

Dla przekrojów cienkościennych stosuje się uproszczony wzór na maksymalne naprężenia styczne. Zakłada się przy nim, że naprężenia rozkładają się równomiernie na całej grubości ścianki.
{\displaystyle \tau ^{max}={\frac {M_{x}}{2\delta _{min}A}},}
gdzie:
{\displaystyle \delta _{min}} – minimalna grubość ścianki,
{\displaystyle A} – pole obszaru ograniczonego linią środkową przekroju.

### Proste skręcanie pręta o przekroju prostokątnym

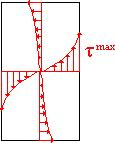
Rozkład naprężeń w przekroju prostokątnym

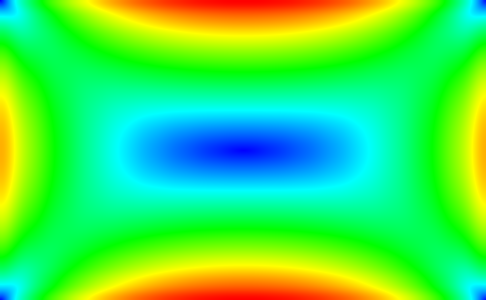
Rozkład naprężenia – skręcanie przekroju prostokątnego

Rzeczywiste rozwiązanie tego problemu nie jest znane, można posługiwać się tylko rozwiązaniami przybliżonymi. Dzieje się tak, ponieważ w przeciwieństwie do przekroju kołowego, przekrój prostokątny ulega deplanacji. Wyprowadzono przybliżone wzory na maksymalne naprężenia styczne i jednostkowy kąt skręcenia, przy czym występują w nich współczynniki {\displaystyle \alpha } (niemający nic wspólnego z kątem skręcenia {\displaystyle \alpha }) i {\displaystyle \beta ,} zależne od stosunku dłuższego boku przekroju do krótszego (h/b). Współczynniki te zostały obliczone dla niektórych wartości h/b oraz zostały stablicowane. Niektóre wartości pokazuje tabelka:
| h/b | 1,0   | 1,5   | 1,75  | 2,0   | 2,5   | 3,0   | 4,0   | 6,0   | 8,0   | 10,0  | {\displaystyle \infty } |
| --- | ----- | ----- | ----- | ----- | ----- | ----- | ----- | ----- | ----- | ----- | ----------------------- |
| α   | 0,208 | 0,231 | 0,239 | 0,246 | 0,258 | 0,267 | 0,282 | 0,299 | 0,307 | 0,313 | 0,333                   |
| β   | 0,141 | 0,196 | 0,214 | 0,229 | 0,249 | 0,263 | 0,281 | 0,299 | 0,307 | 0,313 | 0,333                   |

Maksymalne naprężenia styczne – występują zawsze w połowie dłuższego boku przekroju
{\displaystyle \tau ^{max}={\frac {M_{x}}{\alpha hb^{2}}}.}
Jednostkowy kąt skręcenia
{\displaystyle \Theta ={\frac {M_{x}}{G\beta hb^{3}}}.}

## Warunki projektowania
Pręty skręcane projektuje się ze względu na możliwość wystąpienia dwóch stanów niebezpiecznych:
- graniczny stan użytkowania – skręcenie nie może przekroczyć wartości dopuszczalnej {\displaystyle \alpha ={\frac {M_{x}l}{GI_{s}}}<\alpha _{dop}}
- moment skręcający {\displaystyle M_{x}} nie jest stały w całym pręcie (jest zależny od położenia): {\displaystyle \alpha =\int \limits _{0}^{l}~{\frac {M_{x}(x)}{GI_{s}}}dx<\alpha _{dop}}
- graniczny stan nośności – naprężenia nie mogą przekroczyć wytrzymałości na ścinanie {\displaystyle \tau ^{max}={\frac {M_{x}^{max}}{W_{s}}}<R_{t}.}

(l – długość pręta),